# Héctor Tosar
Héctor Alberto Tosar Errecart (Montevidéu, 18 de julho de 1923 — 11 de janeiro de 2002) foi um músico uruguaio. Um dos mais destacados compositores de música de vanguarda em seu país, conhecido por sua Toccata, sua Sinfonia en ré e seu Te Deum. Exerceu cargos na Escuela Universitaria de Música da Universidad de la República na década de 1980. Como pedagogo restruturou o ensino de solfejo e confecionou, paralelamente a Allen Forte, uma teoria dos grupos de sons. Virtuose do piano, improvisador, maestro; influenciou a toda uma geração de músicos uruguaios dentre os quais cabe citar a Jorge Lazaroff, Graciela Paraskevaídis, Coriún Aharonián, Miguel Marozzi, Renée Pietrafesa Bonnet e Luis Jure.

## Biografia
Seus estudos musicais foram iniciados com Wilhelm Kolischer em piano, Lamberto Baldi em composição e orquestração; e Tomás Mujica em harmonia.
Em 1940, aos dezessete anos, estreia sua primeira obra orquestral (Toccata) sob a direção de Lamberto Baldi, servindo de pivô para a difusão de uma extensa produção.
Estuda em Tanglewood con Aaron Copland junto a outros destacados compositores latino-americanos como Alberto Ginastera, Roque Cordero e Julián Orbón. Posteriormente, recebe, em 1946, uma bolsa de estudos Guggenheim, trasladando-se a Middlebury, Vermont. Lá estuda composição com Darius Milhaud e Arthur Honegger, e direção com Serge Koussevitzky.
Com uma bolsa do governo francês e outra do SODRE, entre 1948 e 1950, culmina seus estudos em Paris, onde continua sendo aluno de Milhaud e Honegger, ao mesmo tempo em que cursa estudos de direção orquestral com Jean Rivier, Eugène Bigot e Jean Fournet.
Em 1951 Erich Kleiber estreia em Montevidéu sua Sinfonia para cordas. Em setembro de 1957 ganha com seu Divertimento para quinteto de ventos o primeiro prêmio do I Concurso Internacional de Compositores convocado pelo SODRE.
Em 1960 obtém uma segunda bolsa de estudos Guggenheim, e encargos compositivos de instituições como a Fundação Koussevitzky, a Fundação Fromm, a Orquestra Sinfônica da Venezuela, o Instituto Goethe, entre outras.
A convite da UNESCO realiza um giro de 6 meses por Índia e Japão, e em 1977 recorre a Europa e interpreta obras de compositores latino-americanos e próprias.

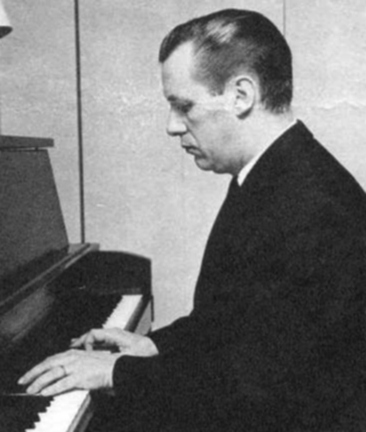
Héctor Tosar ao piano

Homem de ética irretocável, foi processado pela ditadura civil-militar no Uruguai (1973-1985).
Atuou como diretor e docente do Conservatorio Nacional de Música do Uruguai e de seu similar de Porto Rico. Foi docente também do Instituto Venezolano de Música de Caracas, da Universidade de Indiana e do Instituto de Musicologia de la Facultad de Humanidades y Ciencias del Uruguay.
Em 1998, recebe o reconocimiento de distintos setores do meio acadêmico uruguaio, sendo nomeado doctor honoris causa da Universidad de la República.

## Obra

### Teoria musical
- Los Grupos de Sonidos (1992)

### Música Sinfônica
- Toccata, para orquestra, (1940)
- Concertino, para piano e orquestra, (1941)
- Danza Criolla, versão para orquestra, (1943)
- Solitude, versão para soprano e orquestra de cordas, (1947)
- Sinfonia N°2, para orquestra de cordas, (1950)
- Oda a Artigas, para recitante e orquestra, (L. Bausero), (1952) (extraviada)
- Serie Sinfónica, para orquestra, (1953)
- Sinfonía Concertante, para piano e orquesta, (1959)
- Te Deum, para baixo, coro e orquestra, (1960)
- Cuatro Piezas, para orquestra (versão de 3 peças 1961 y Ritmo de Tango -1963-), (1965)
- Concierto, para piano e orquestra, (1979)
- Cadencias, para orquestra, (1979)
- Cinco Piezas Concertantes, para violino e orquestra, (1986/87)

### Música Coral

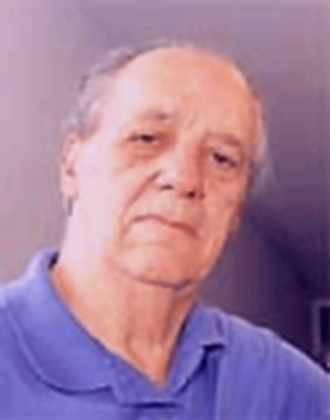
Tosar na velhice

- 5 Madrigales, para coro a capela, (E. De Cáceres), (1956)
- Magnificat, para coro a capela, (1957)
- Salmo 102, para soprano, coro e orquestra, (1946/57)

### Música de Câmara
- Danza Criolla, para piano, (1941)
- 6 canciones de "El Barrio de Santa Cruz", para canto e piano, (J.M. Pemán), (1942)
- Solitude, para canto e piano, (R.M. Rilke), (1943)
- Solitude, versão para soprano e quarteto de cordas, (1946)
- Sonata, para violino e piano, (1947/8)
- Sonatina N°2, para piano, (1953)
- Divertimento, para Quinteto de Ventos, (1957)
- Tres Piezas (Íntima-Dramática-Humorística), para piano, (1961)
- Ritmo de Tango, para Clave ou piano, (1963)
- Stray Birds, (Aves Errantes), para barítono e 11 instrumentos, (R. Tagore), (1963)
- A Cuatro, para flauta, oboé, fagote e piano, (1969)
- Reflejos 3, para orquestra de câmara, (1973)
- Trío para cañas, para oboé, clarinete e fagote, (1979-80)
- Trío para cañas, para oboé, clarinete e fagote, (Rev. 1989)
- Sul Re, para piano. (1981)
- Gandhara (Diferencias sobre sib-mi), para violão, (1984)
- Septeto, para flauta, oboé, clarinete, violino, viola, violoncelo e piano, (1989)

### Música Eletroacústica
- La Gran Flauta, para sintetizador Roland D-50, (1988)
- Música Festiva, para sintetizador Roland D-50, (1988)
- Voces y Viento, para sintetizador Roland D-50, (1989)